# Apotomoura
Apotomoura – wymarły rodzaj chrząszczy z podrzędu wielożernych i rodziny Apotomouridae. Żył w kredzie. Przypuszczalnie był melitofagiczny.

## Taksonomia
Rodzaj ten został wprowadzony w 2018 roku przez Tong Bao i Bo Wang z Instytutu Geologii i Paleontologii w Nankinie, Katarzynę S. Walczyńską z Instytutu Oceanografii w Gdyni oraz Samanthę Moody i Jesa Rusta ze Steinmann-Institut für Geologie, Mineralogie und Paläontologie przy Uniwersytecie w Bonn. Jest on monotypowy, obejmując tylko jeden gatunek:
- Apotomoura fortiscrura Bao et al., 2018

Opisu dokonano na podstawie dwóch okazów, będących inkluzjami organicznymi w bursztynie birmańskim, odnalezionym w dolinie Hukawng w stanie Kaczin. Pochodzą one sprzed 99 milionów lat, z cenomanu w kredzie. Nazwa rodzajowa to połączenie greckich słów apotomos (krótki) i oura (ogon) i odnosi się do krótkiego ciała. Z kolei epitet gatunkowy to połączenie łacińskich słów fortis (silne) i scrura (nogi).

## Morfologia
Chrząszcze te osiągały drobne rozmiary ciała. Długość holotypu wynosi 1,69 mm, a paratypu 1,64 mm. Kształt ciała był klinowaty, u okazów w bursztynie w widoku bocznym C-kształtnie podgięty; jego powierzchnię porastały krótkie szczecinki. Ubarwienie ciała było czarne.
Głowa była hipognatyczna, duża, silnie spadzista, mniej więcej tak szeroka jak przód przedtułowia, w widoku od przodu okrągława, silnie przewężona za oczami. Krótkie, nitkowate lub piłkowane czułki zbudowane były z 11 członów i nie sięgały poza tułów. Na bokach głowy leżały duże, owalne, całobrzegie oczy złożone o drobnych fasetkach, spomiędzy których wyrastały dobrze rozwinięte szczecinki. Aparat gębowy zaopatrzony był w czteroczłonowe głaszczki szczękowe o członie ostatnim siekierowato rozszerzonym.
Tułów był duży, nabrzmiały. Przedplecze było w zarysie nieregularne, z tyłu najszersze, tak szerokie jak nasada pokryw, ku przodowi zaś zwężone. Przedpiersie było krótkie. Niewielkich wymiarów tarczka miała kształt trójkątny. Powierzchnia całobrzegich, ku tyłowi zwężonych pokryw była pomarszczona i punktowana. Bardzo duże rozmiary osiągało zapiersie. Odnóża były dobrze rozwinięte. Przednia i środkowa ich para była smukła i krótka. Tylna ich para była silna i wydłużona, miała płaskie i stykające się biodra, powiększone uda oraz krótkie golenie i stopy. Zaopatrzona była w zesklerotyzowane kolce na bokach goleni i przynajmniej na pierwszym członie stóp. Tak jak u innych czarnuchów liczba członów stóp wynosiła cztery w przypadku tylnej pary odnóży i pięć w przypadku par pozostałych. Pazurki były niewielkich rozmiarów i pozbawione modyfikacji.
Odwłok cechował się uwstecznionym pygidium i obecnością zesklerotyzowanych kolców na tylnych krawędziach sternitów od pierwszego do czwartego. Łącznie widocznych było na spodzie odwłoka pięć sternitów (wentrytów).

## Paleoekologia
Na podstawie cech budowy przypuszcza się, że przedstawiciele rodzaju Apotomoura żerowali na pyłku kwiatowym (melitofagia), podobnie jak ich współcześni krewniacy z rodzin schylikowatych i wachlarzykowatych.